# 韋恩斯維爾 (喬治亞州)
韋恩斯維爾（英語：Waynesville）是位於美國喬治亞州布蘭特利縣的一個非建制地區。該地的面積和人口皆未知。

## 地理
韋恩斯維爾的座標為31°13′46″N 81°47′21″W / 31.22944°N 81.78917°W，而該地的平均海拔高度為15米（即49英尺）。